# Суперкуп Њемачке у фудбалу 1987.
Суперкуп Њемачке у фудбалу 1987. је била уводна сезона Суперкупа Њемачке и утакмица у којој су се састали Бајерн Минхен, шампион Будеслиге, и Хамбургер СВ, освајач Купа Њемачке. Утакмица је одиграна на стадиону Комерцбанк арена у Франкфурту. Бајерн је славио резултатом 2:1.

## Меч

### Детаљи
| Бајерн Минхен  | 2:1 | Хамбургер СВ |
| -------------- | --- | ------------ |
| Вегман 60, 87’ |     | Оконски 39’  |

| Бајерн Минхен | Хамбургер СВ |

| Победник Суперкупа Њемачке 1987. |
| -------------------------------- |
| Бајерн Минхен 1. титула          |